# Цеста (община Айдовшчина)
Вижте пояснителната страница за други значения на Цеста.
Цеста (на словенски: Cesta) е село в Словения, регион Горишка, община Айдовшчина. Според Националната статистическа служба на Република Словения през 2015 г. селото има 542 жители.